# Romeo e Giulietta: la scena della tomba
Romeo e Giulietta: la scena della tomba è un dipinto di Joseph Wright of Derby, completato nel 1790, esposto quello stesso anno durante l'Esposizione di Derby del 1839 nell'Istituto di Meccanica ed oggi esposto nel Derby Museum and Art Gallery. Il dipinto, realizzato con la famosa perizia di Wright of Derby nel rendere le scene illuminate a lume di candela, raffigura il momento del Romeo e Giulietta di William Shakespeare quando Giulietta, inginocchiata accanto al corpo di Romeo, sente un rumore di passi ed afferra il pugnale per uccidersi. Il verso è: Che! del rumore? Allora bisogna far presto. Oh, pugnale benedetto!

## Storia
L'idea per il dipinto venne a Wright nel dicembre del 1776, quando propose un dipinto a tema Giulietta si risveglia nella tomba alla commissione, presieduta da è stata concordata da John Boydell, per la sua "Shakespeare Gallery". Tuttavia questo lavoro fu la causa di un duro litigio tra di loro. Wright scoprì che Boydell aveva classificato i pittori cui era stato commissionato un quadro in due classi e che egli apparteneva alla seconda delle due. Doveva quindi essere pagato 300 sterline per il quadro e rimase offeso nell'apprendere che alcuni altri artisti sarebbero stati pagati un migliaio di sterline. Naturalmente la questione che stava a cuore a Wright riguardava più il danno che ne avrebbe potuto avere la sua reputazione che il minor guadagno.
Boydell se ne pentì ma anche se il dipinto di Wright su Romeo e Giulietta fu pronto in tempo il contributo dell'artista al progetto furono invece una tela su La tempesta (oggi perduta) ed una scena più modesta della burrasca in Il racconto d'inverno. A Wright rimase questo dipinto che è ritenuto il migliore dei tre che aveva creato per la Shakespeare Gallery. Potrebbe essere collegato a tutto questo anche la creazione da parte di James Northcote di un quadro di nove per undici piedi inerente alla scena della tomba del Romeo e Giulietta; opera che fu molto apprezzata dai visitatori della galleria. 

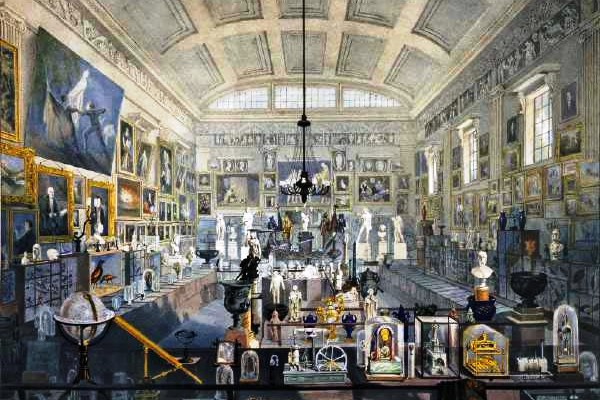
La Derby Exhibition (1839) di Samuel Rayner. Il quadro si intravede sullo sfondo, a sinistra

Il dipinto venne poi mostrato nella Royal Academy nel 1790, ma Wright si lamentò in privato molto di questa esposizione, sentendosi snobbato e fu così invece felice di esporre cinque dei suoi dipinti presso la Society of Artists of Great Britain. Prima di questa occasione l'anno seguente rimaneggiò il dipinto ma ugualmente rimase invenduto.
Come risultato della diatriba tra Wright e Boydell il dipinto rimase in possesso del suo autore. Messo in vendita da Christies nel 1801 e a Derby nel 1810, ma si trovò nessun acquirente. Comprato dagli esecutori testamentari di Wright passò poi alla famiglia Oakes nel 1883, e ad essi rimase fino a quando non venne acquistato dal Derby Museum per 33.250 sterline nel 1981.
Sicuramente nel 1839 il quadro venne incluso in una mostra a Derby all'interno del Mechanics Institute, come si vede da un dipinto di Samuel Rayner: molti dei quadri da lui dipinti in quell'opera si pensa che provengano dalla collezione di Giuseppe Strutt e molti dei manufatti lì rappresentati fanno oggi parete della raccolta del Derby Museum, mentre invece il quadro di Wright avrebbe atteso ancora un secolo e mezzo per farne parte.

## Descrizione
Il dipinto, alto 70 cm e largo 95, è realizzato con la famosa perizia di Wright of Derby nel rendere le scene illuminate a lume di candela, raffigura il momento del Romeo e Giulietta di William Shakespeare quando Giulietta, inginocchiata accanto al corpo di Romeo, sente un rumore di passi ed afferra il pugnale per uccidersi. Il verso è: Che! del rumore? Allora bisogna far presto. Oh, pugnale benedetto!
Oltre a questo dipinto, il Derby Museum possiede anche uno schizzo preparatorio di Wright. Da questo si percepisce un cambiamento posto in atto nella versione definitiva, lo spostamento del sarcofago e della nicchia a destra: Wright stava cercando di aumentare la dimensione dell'immagine della parete illuminata. La gladiatoria figura di Giulietta con le braccia tese attira lo sguardo e la posa eroica di Romeo è stata messa a confronto con il disegno di Michelangelo di Tizio.